# Šaumatar
Šaumatar oder Šumatani ist der hurritische Name des Unterweltgottes Ugur. Der Name ist möglicherweise indoarisch.
Die hethitische Königin Puduḫepa versprach dem Šaumatar von Kaitana ein Fackelfest und eine goldene Seele, wenn ihr kranker Mann Ḫattušili III. am Leben bleibt. Beim Fest der Šauška von Šamuḫa wurde Šaumatar zusammen mit Aštabi und Nubadig angerufen. In den kaluti-Opferlisten wird er fast am Schluss nach dem „Bild der Herrin des Palastes“ genannt.